# Zebu
A zebu vagy másképp a púpos szarvasmarha (Bos taurus indicus korábban Bos primigenius indicus) az emlősök (Mammalia) osztályának párosujjú patások (Artiodactyla) rendjébe, ezen belül a tülkösszarvúak (Bovidae) családjába tartozó szarvasmarha (Bos taurus) egyik alfaja.

## Eredete és előfordulása
A zebu Dél-Ázsiából, főleg Indiából származik. Valószínűleg az Indus-völgyi civilizáció háziasította meg a ma már kihalt, dél-ázsiai őstulok alfajából, a Bos primigenius namadicusból. A B. p. namadicusból a zebuba való szelídítés körülbelül 9000 éve kezdődött.
Manapság ezt a háziállatot főleg a trópusokon tenyésztik, mert jól tűri a magas hőmérsékleteket. Ezeken a helyeken tiszta fajtájúakat vagy közönséges szarvasmarhákkal (Bos taurus taurus), illetve egyéb Bos-fajokkal keresztezett fajtájúakat tenyésztenek. A legtöbb zebutenyésztő Dél-Ázsiában, Afrikában, Madagaszkáron, Ausztráliában, és Dél-Amerikában él.

## Megjelenése
Az állat legfőbb jellemzői a vállpúpja és a nyakán csüngő, nagy bőre. Fülei lógóak. Szarva, fajtától függően különböző méretű és fesztávolságú.

## Fajtái
Mivel a zebu előfordulási területe igen nagy, számos fajtáját tenyésztették ki, az adott élőhelynek és felhasználásnak megfelelően.
Az alábbi fajták, a legtöbbet tenyésztettek Ázsiában:
- Baggara marha
- Brahma marha - bár az USA-ban alakították ki[7]
- Fülöp-szigeteki marha[8]
- Guzerat marha[9]
- Gyr marha[10]
- Harijánai marha - Harijána és Kelet-Pandzsáb[11]
- Indobrazíliai marha[12]
- Kangayam marha[13]
- Kankrej marha[14]
- Nelore marha[15]
- Ongole marha[16]
- Rathi marha - a Rádzsasztán keleti részén lévő Alwarból[17][18]
- Sahiwal marha[19]
- Tharparkari marha[20]
- Vörös Sindhi marha[21][22]

Míg az alábbi fajták, a legtöbbet tenyésztettek Afrikában:
- Ankole marha[23][24]
- Boran marha[25][26]
- Butanai marha
- Kenana marha[27]
- Sanga marha[28]
- Vörös Fulani marha[29]

A Sanga marha az ázsiai zebu és az őshonos afrikai púpnélküli marha kereszteződéséből jött létre. A többi afrikai zebu fajta a Sanga marha leszármazottja. Az afrikai zebuk, abban különböznek az ázsiaiaktól, hogy púpjaik kisebbek és előbbre helyezkednek el a háton.
Brazíliába a 20. század elején vittek először zebukat. Ezek az indobrazíliai marha és Nelore marha, illetve Guzerat marha hibridjei voltak. Manapság Brazíliában kitenyésztették a Canchim marhát; ez a fajta 63 százalékban Charolais marha és 37 százalékban zebu. Ennek a hibridnek a húsa ízletesebb, mint a zebué, de jobban tűri a forróságot, mint az közönséges szarvasmarha.
A Hanu marhát Koreában tenyésztették ki, szintén a zebu és a közönséges szarvasmarha keresztezésével. Dél-Koreában igen kedvelik a húsát.

## Felhasználása
A zebut sokféleképpen fel lehet használni, illetve hasznosítani. Először is meg lehet fejni, szekérbe vagy eke elé befogni, húsát el lehet fogyasztani, bőrét felhasználni, és ürülékével megtrágyázni a földet.

## Érdekességek
A Brahma marha bikákat, gyakran a rodeókon használják fel.
1999-ben a Texas A&M University, sikeresen klónozott egy zebut.

## Képek

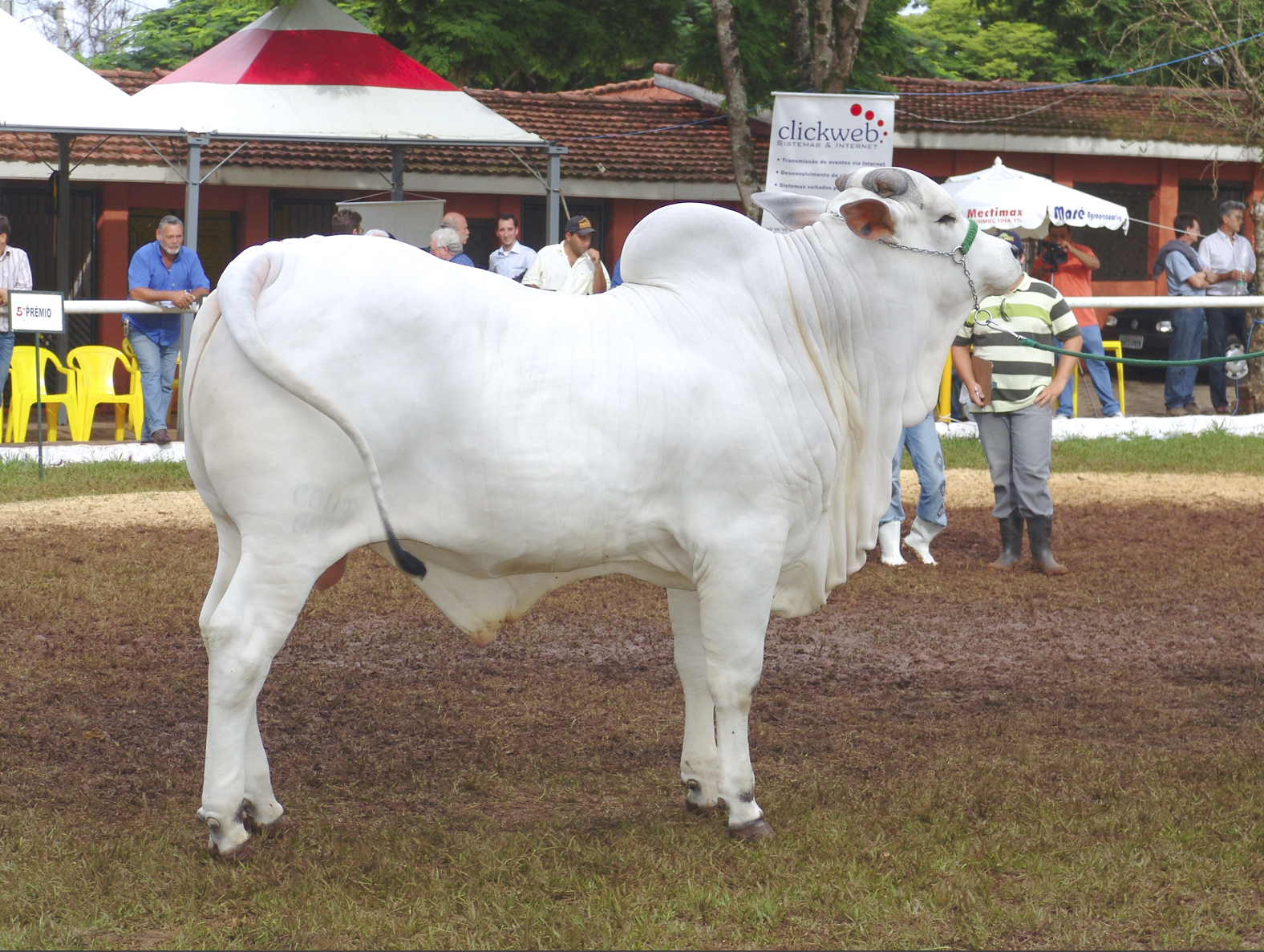
Nelore bika
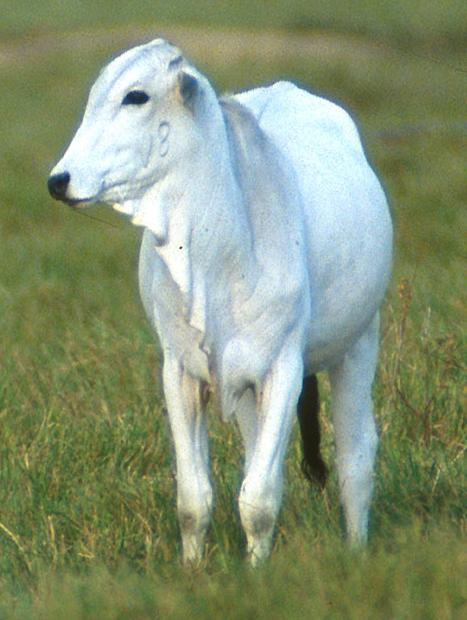
Nelore Brazíliában
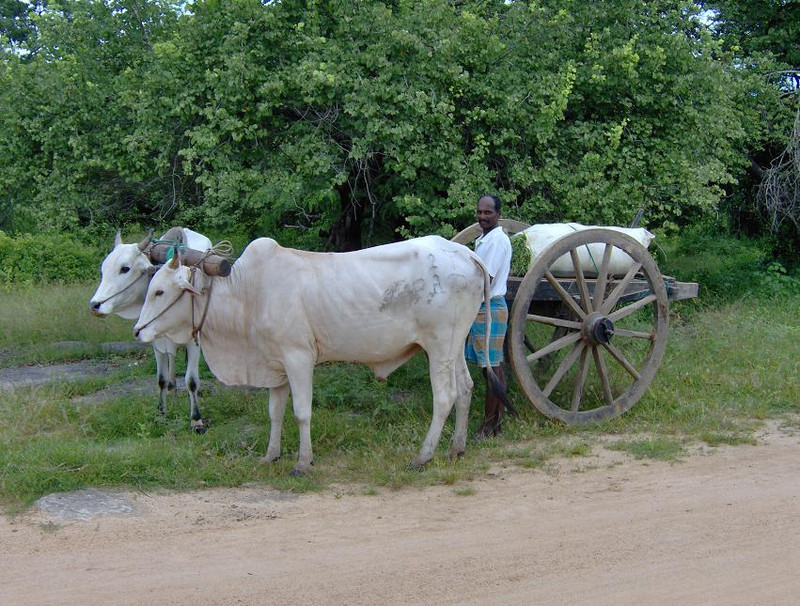
Zebuk Srí Lankán
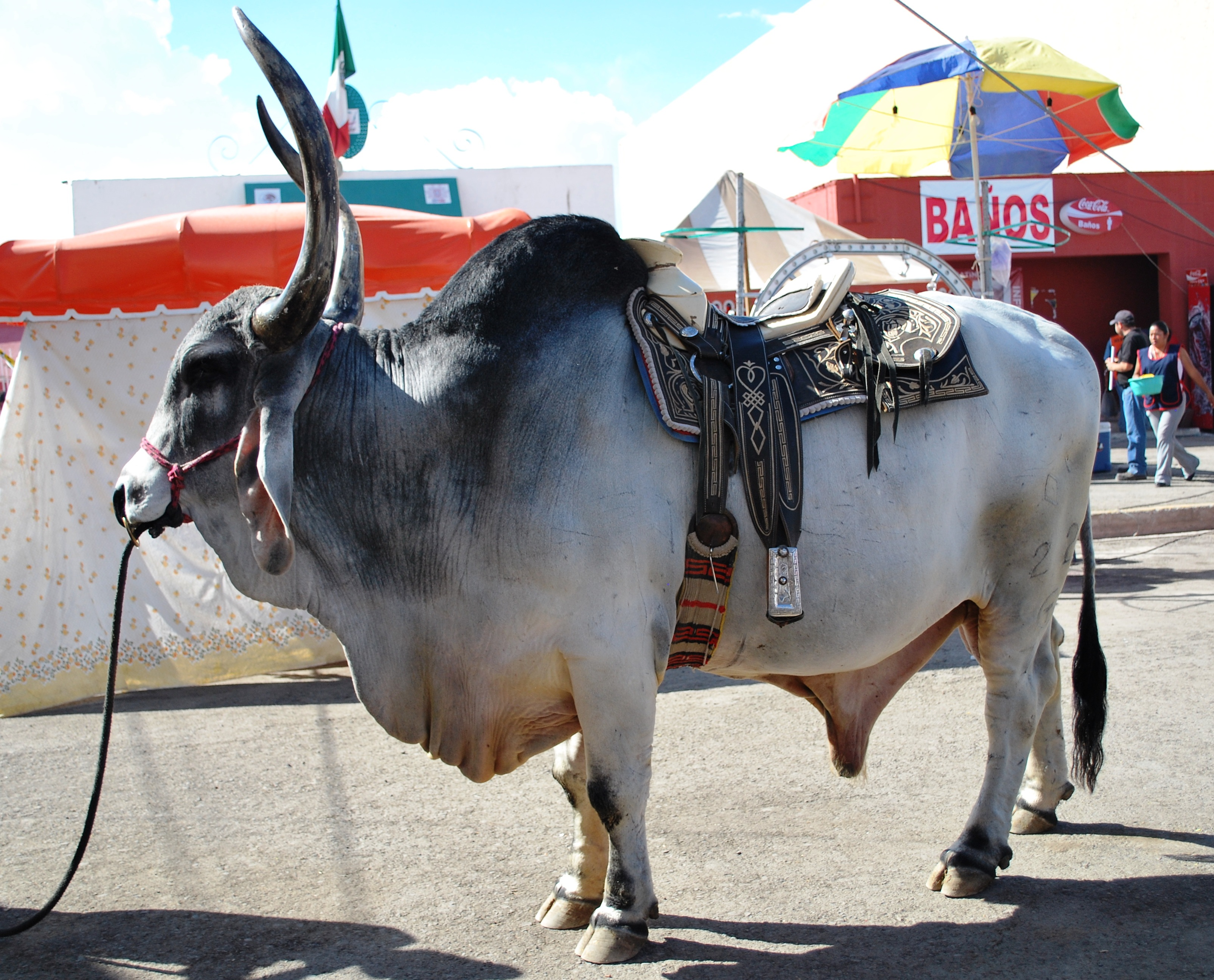
Felnyergelt Brahma bika

## Fordítás
- Ez a szócikk részben vagy egészben  a   Zebu című angol Wikipédia-szócikk ezen változatának fordításán alapul.  Az eredeti cikk szerkesztőit annak laptörténete sorolja fel. Ez a jelzés csupán a megfogalmazás eredetét és a szerzői jogokat jelzi, nem szolgál a cikkben szereplő információk forrásmegjelöléseként.
- Ez a szócikk részben vagy egészben  a   Cattle című angol Wikipédia-szócikk ezen változatának fordításán alapul.  Az eredeti cikk szerkesztőit annak laptörténete sorolja fel. Ez a jelzés csupán a megfogalmazás eredetét és a szerzői jogokat jelzi, nem szolgál a cikkben szereplő információk forrásmegjelöléseként.